# Manamadurai
Manamadurai là một thị xã panchayat của quận Sivaganga thuộc bang Tamil Nadu, Ấn Độ.

## Địa lý
Manamadurai có vị trí 9°42′B 78°29′Đ / 9,7°B 78,48°Đ Nó có độ cao trung bình là 70 mét (229 feet).

## Nhân khẩu
Theo điều tra dân số năm 2001 của Ấn Độ, Manamadurai có dân số 26.284 người. Phái nam chiếm 50% tổng số dân và phái nữ chiếm 50%. Manamadurai có tỷ lệ 74% biết đọc biết viết, cao hơn tỷ lệ trung bình toàn quốc là 59,5%: tỷ lệ cho phái nam là 81%, và tỷ lệ cho phái nữ là 68%. Tại Manamadurai, 12% dân số nhỏ hơn 6 tuổi.